# Querfurt
Querfurt település Németországban, azon belül Szász-Anhalt tartományban. Lakosainak száma 10 253 fő (2023. december 31.). Querfurt Barnstädt, Nebra, Kaiserpfalz, Roßleben, Allstedt, Lutherstadt Eisleben, Farnstädt, Obhausen, Nemsdorf-Göhrendorf és Heygendorf községekkel határos.

## Fekvése
Lipcsétől északnyugatra fekvő település.

## Története
881-899 között a közeli kolostort, majd 974-ben a település itteni birtokosai voltak említve.
1198-ban pedig már Querfurt belső városfalát is említették, majd 1357-ben a külső városfalak építéséről is említés történt.
1663-ban Querfurt lett a székhelye a Szász-Querfurti fejedelemségnek.

## Nevezetességek
- Vár

## Itt születtek, itt éltek
- Johannes Wislicenus (1835-1902), német kémikus 1835. június 24-én itt született
- Johann Eichentopf (1678-1769), hangszerkészítő
- Jacob Christian Schäffer (1718-1790), protestáns lelkész, természettudós
- Johannes Schlaf (1862-1941), drámaíró, mesemondó és fordító
- Georg Muche (1895-1987), Bauhaus festő és grafikusművész
- Walter Herrmann (1910-1987), fizikus
- Ulrich Willerding (* 1932), botanikus

## Személyiségek, akik kapcsolatban állnak a várossal
- Johannes Olearius (1611-1684), költő
- David Büttner Sigmund (1660-1719), protestáns lelkész és egykori geológus, paleontológus, 1690-1719  St. Lamperti diakónusa

## Galéria

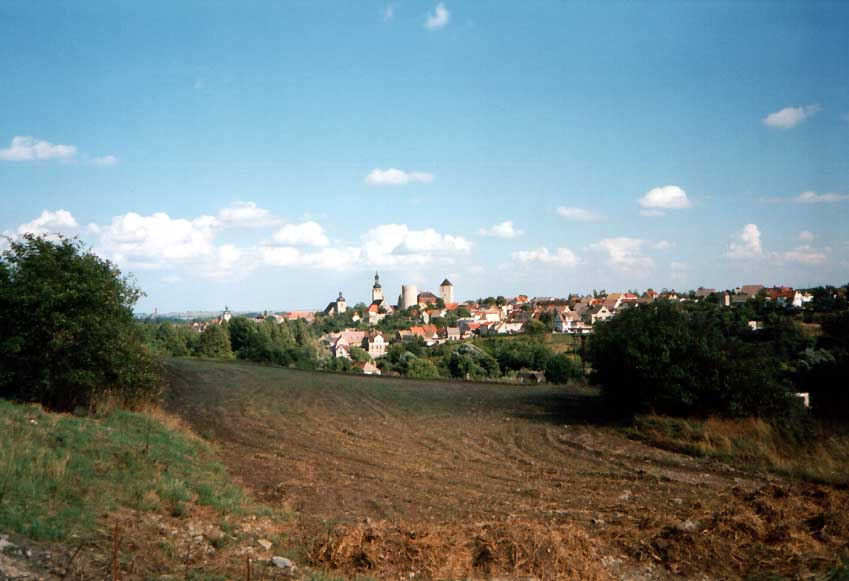
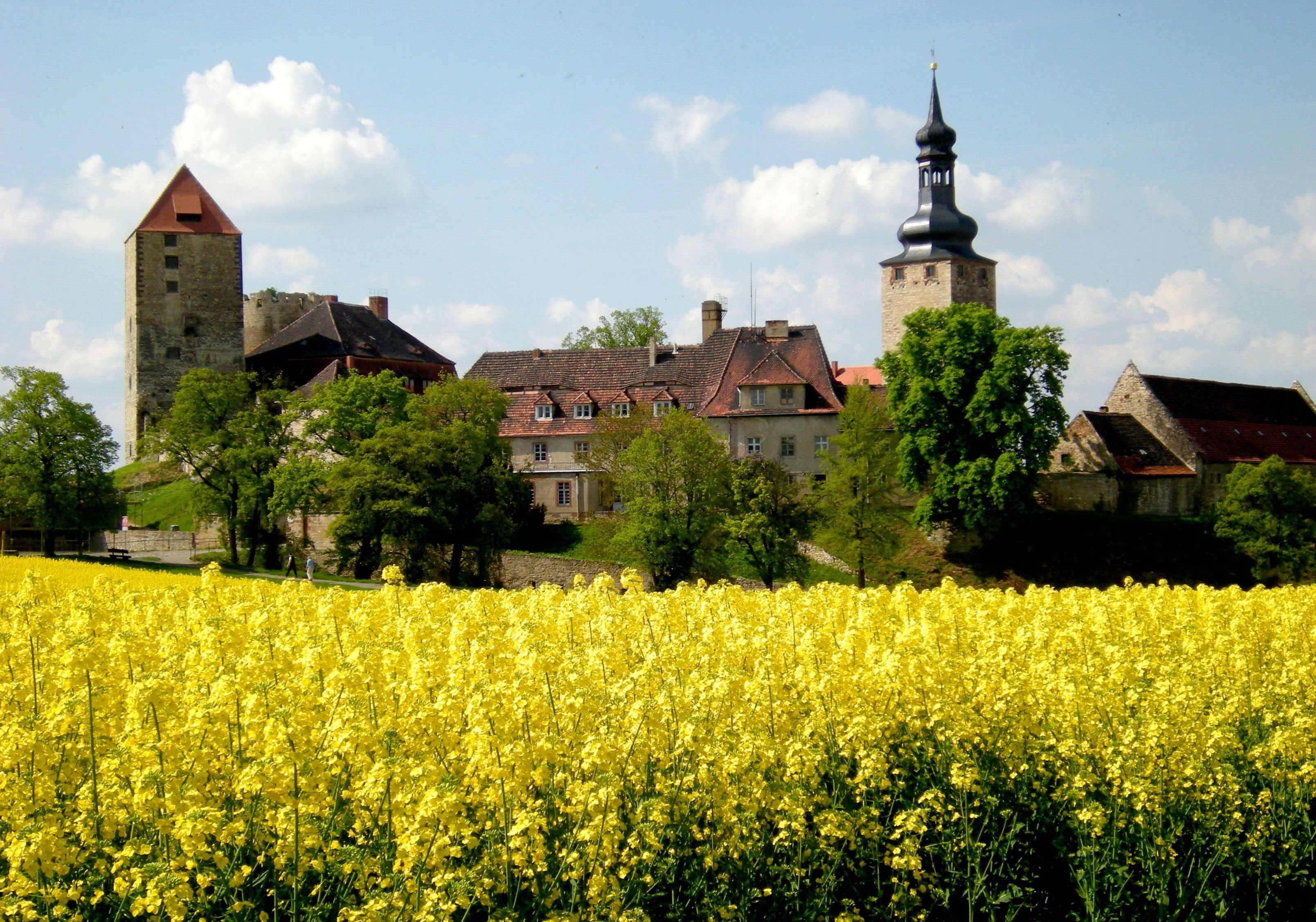
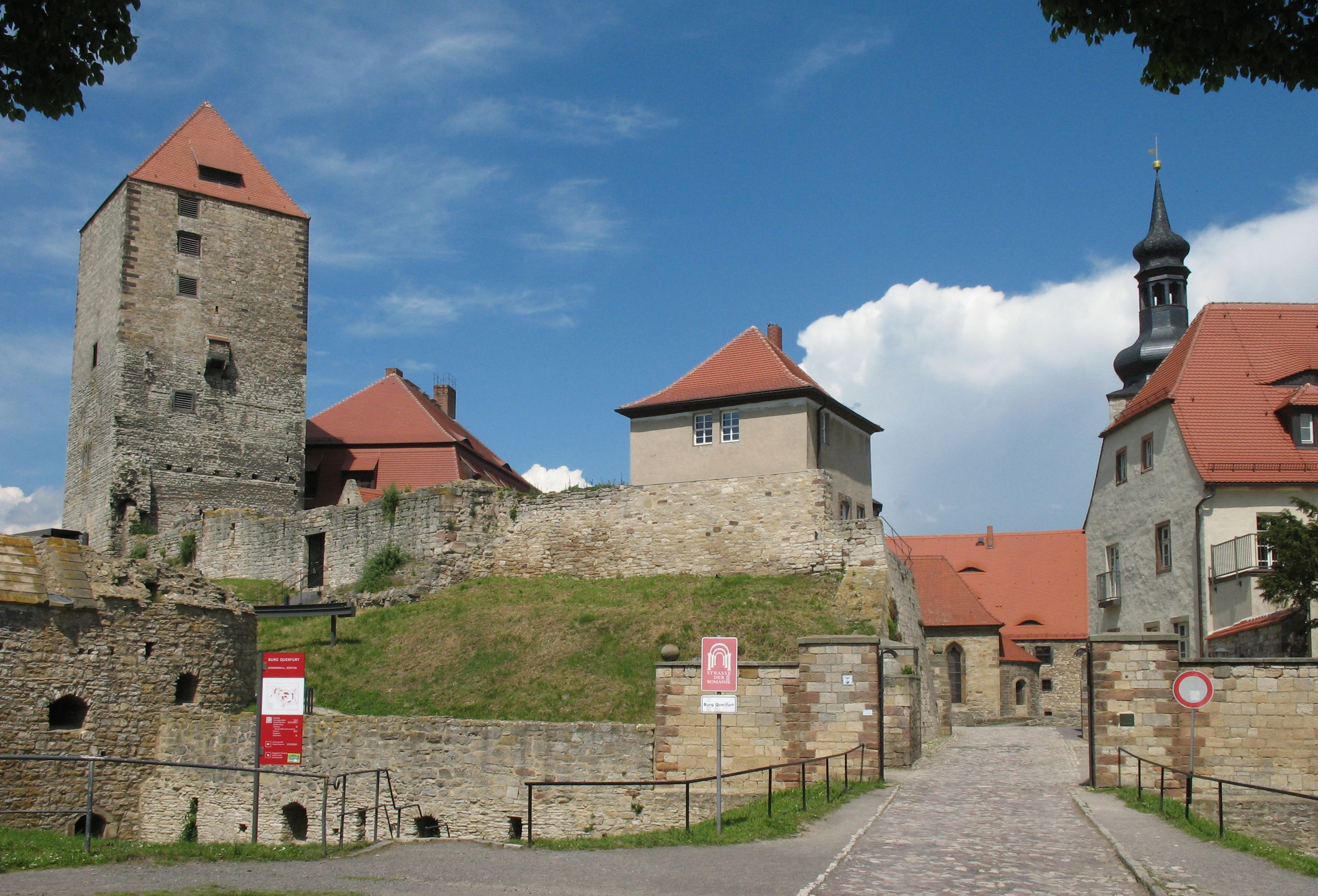
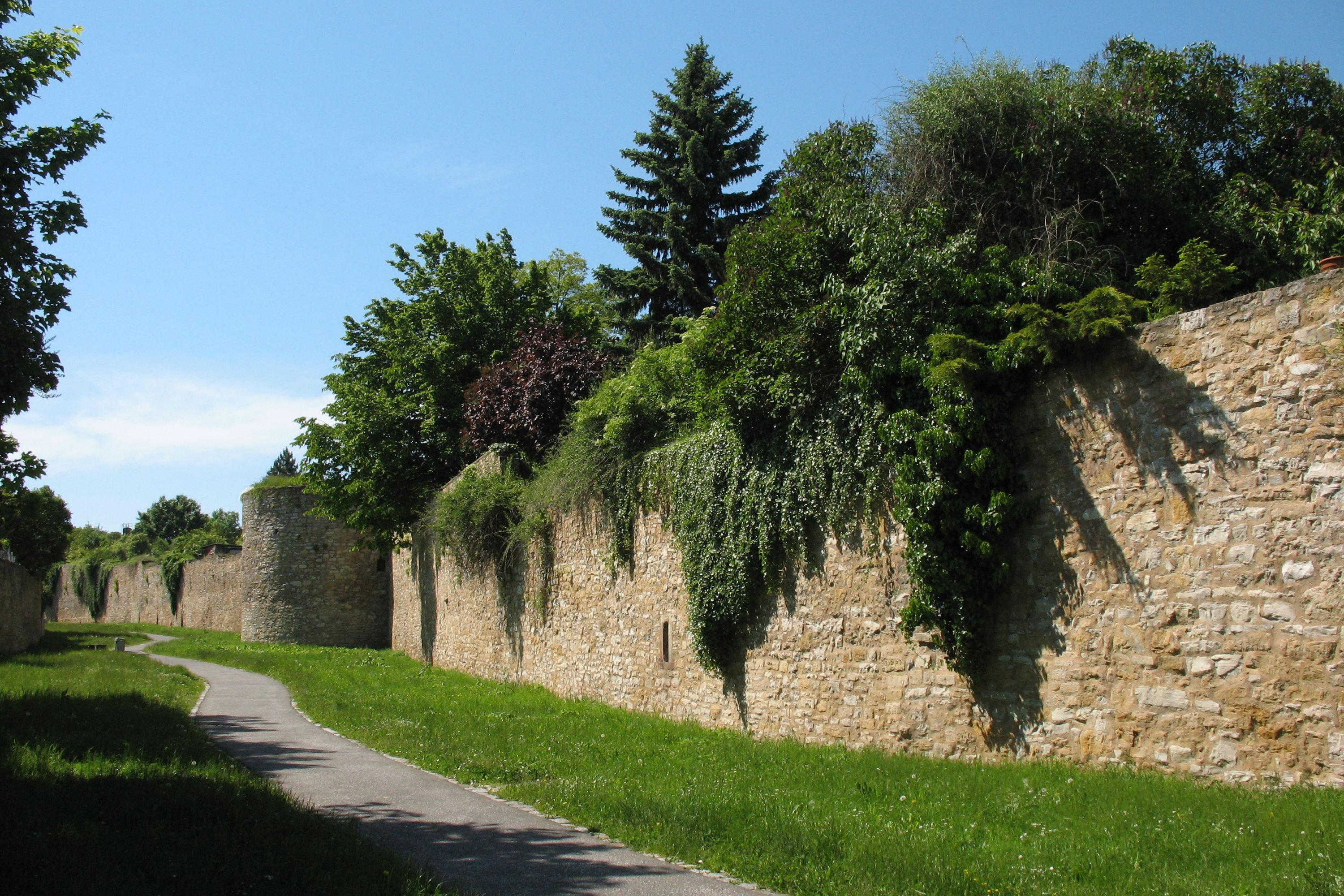
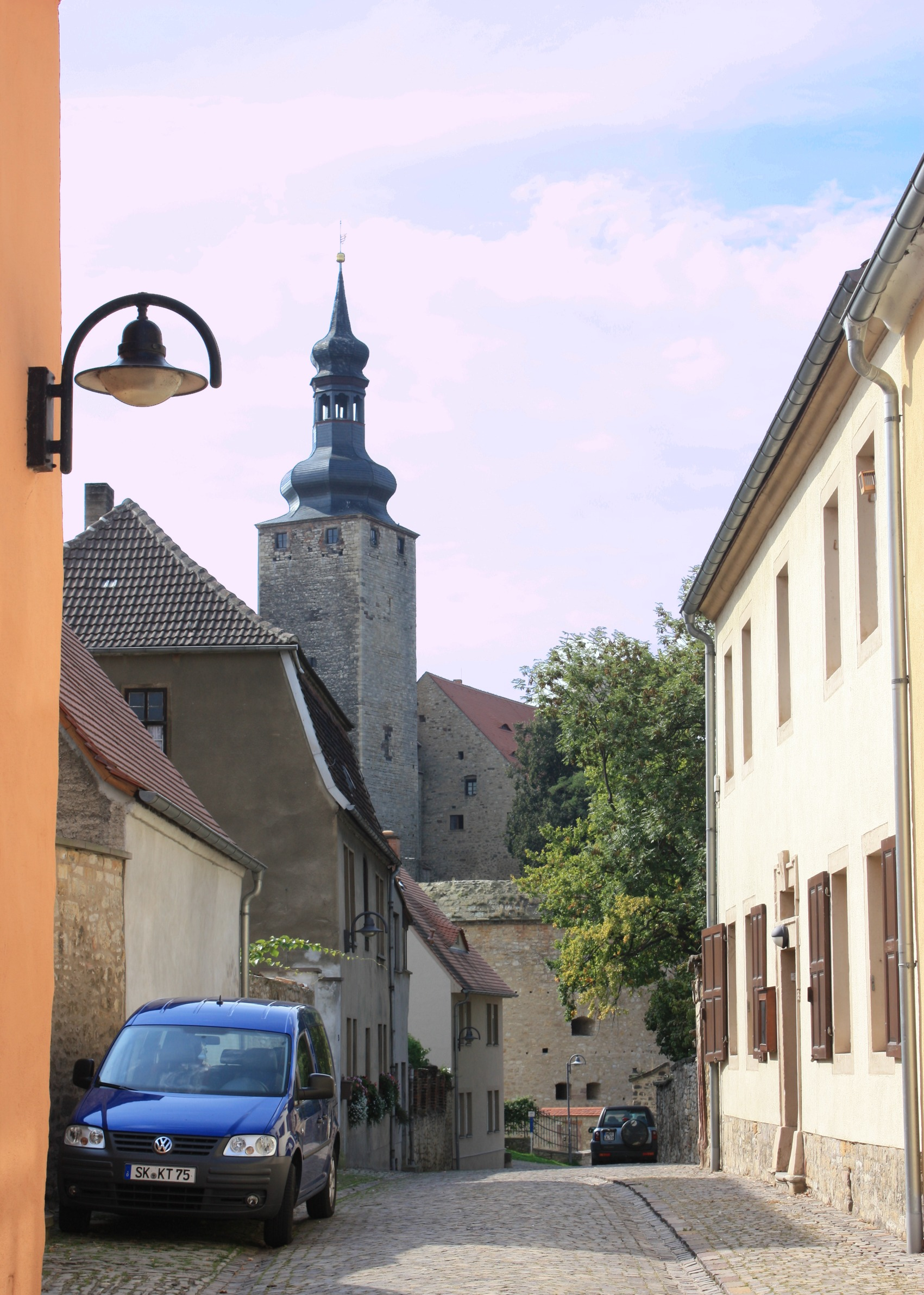
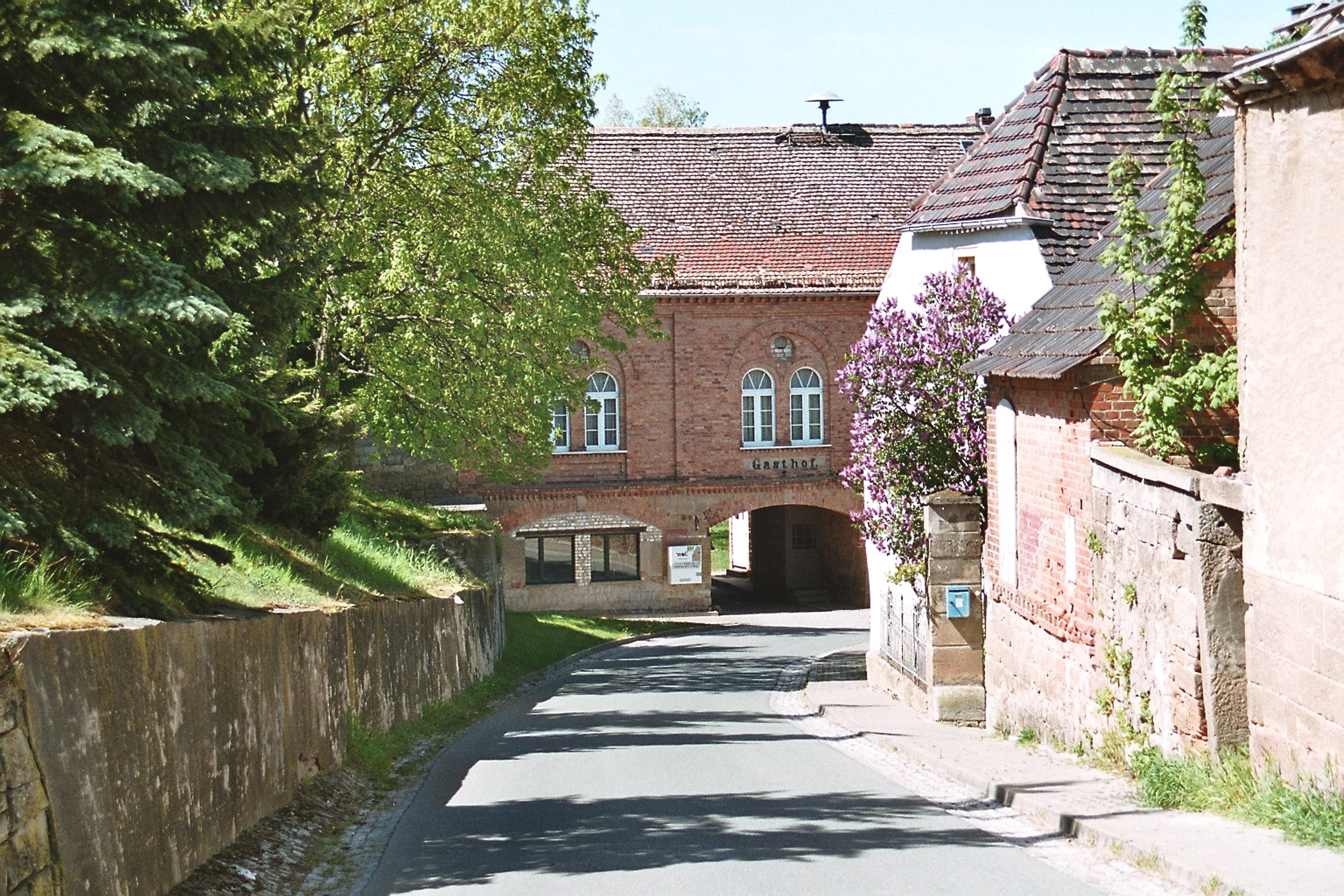
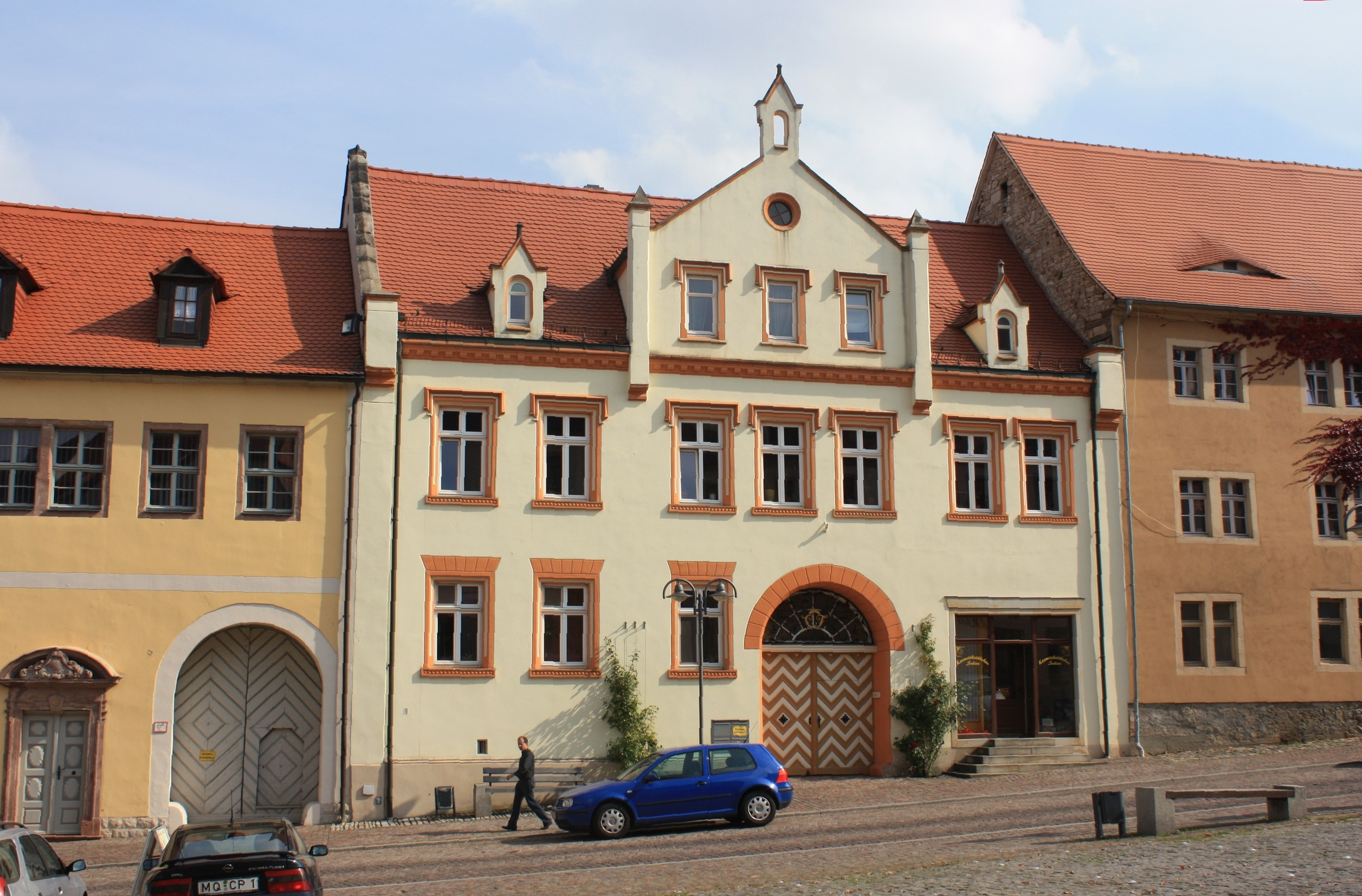
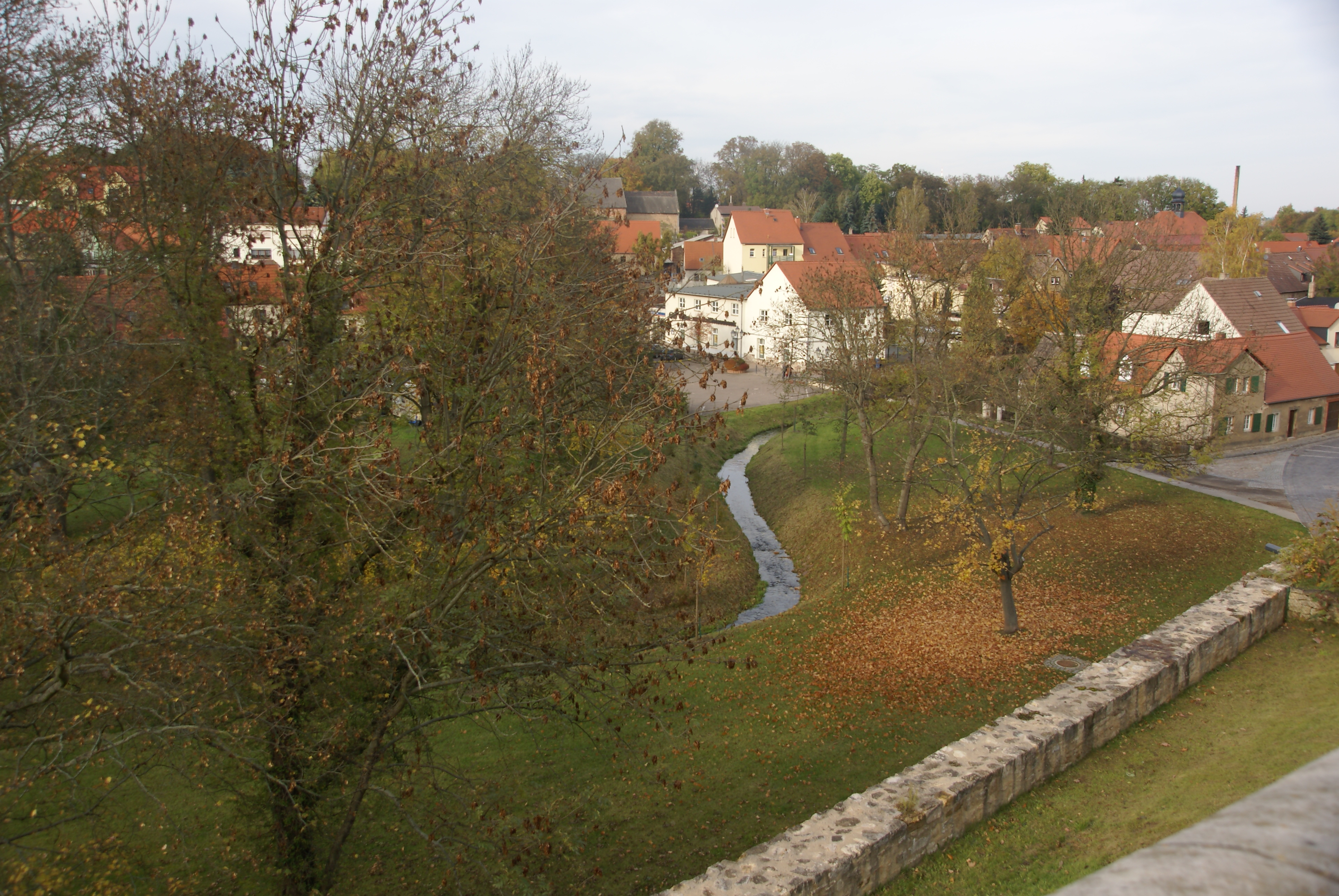
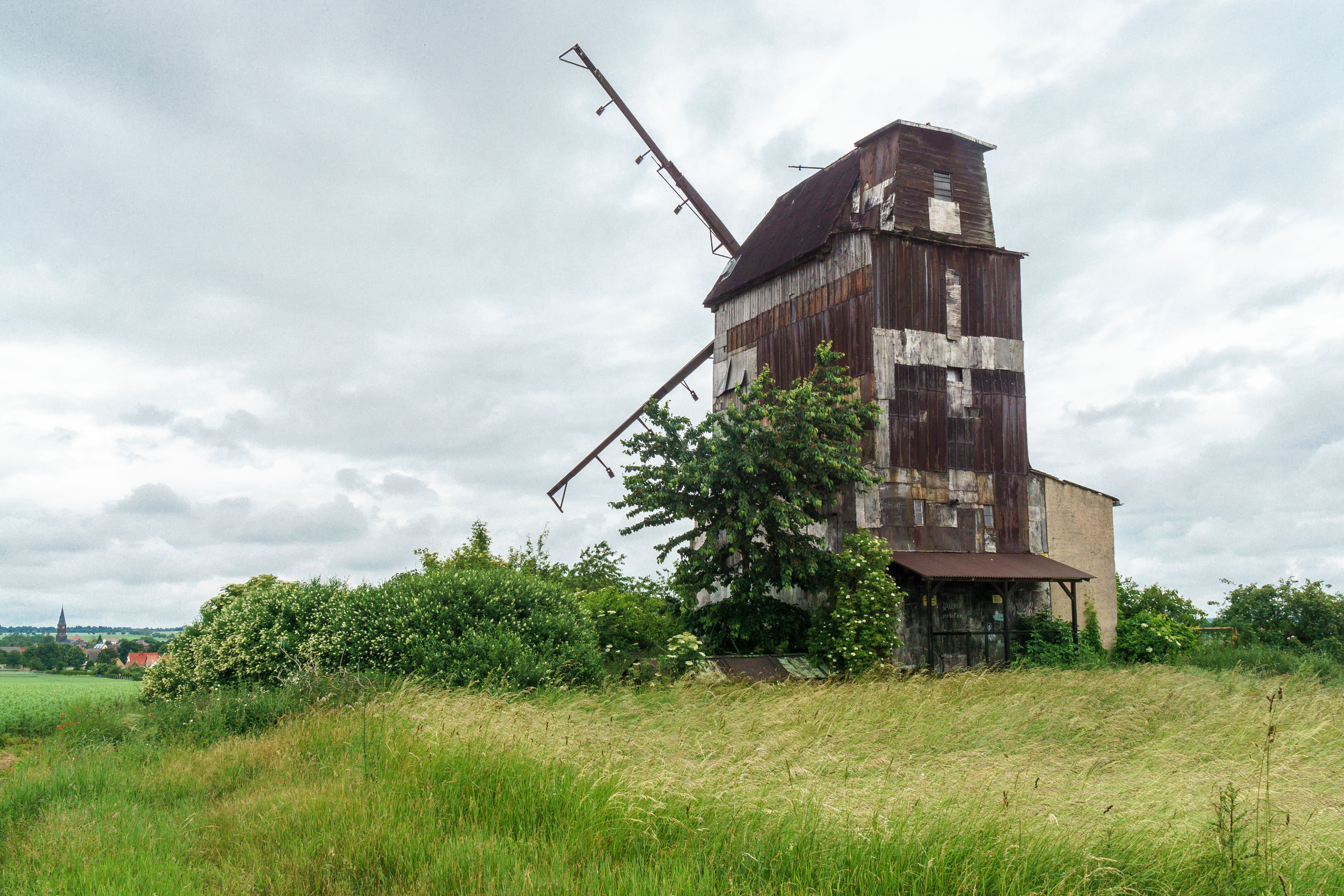